# UDF 423

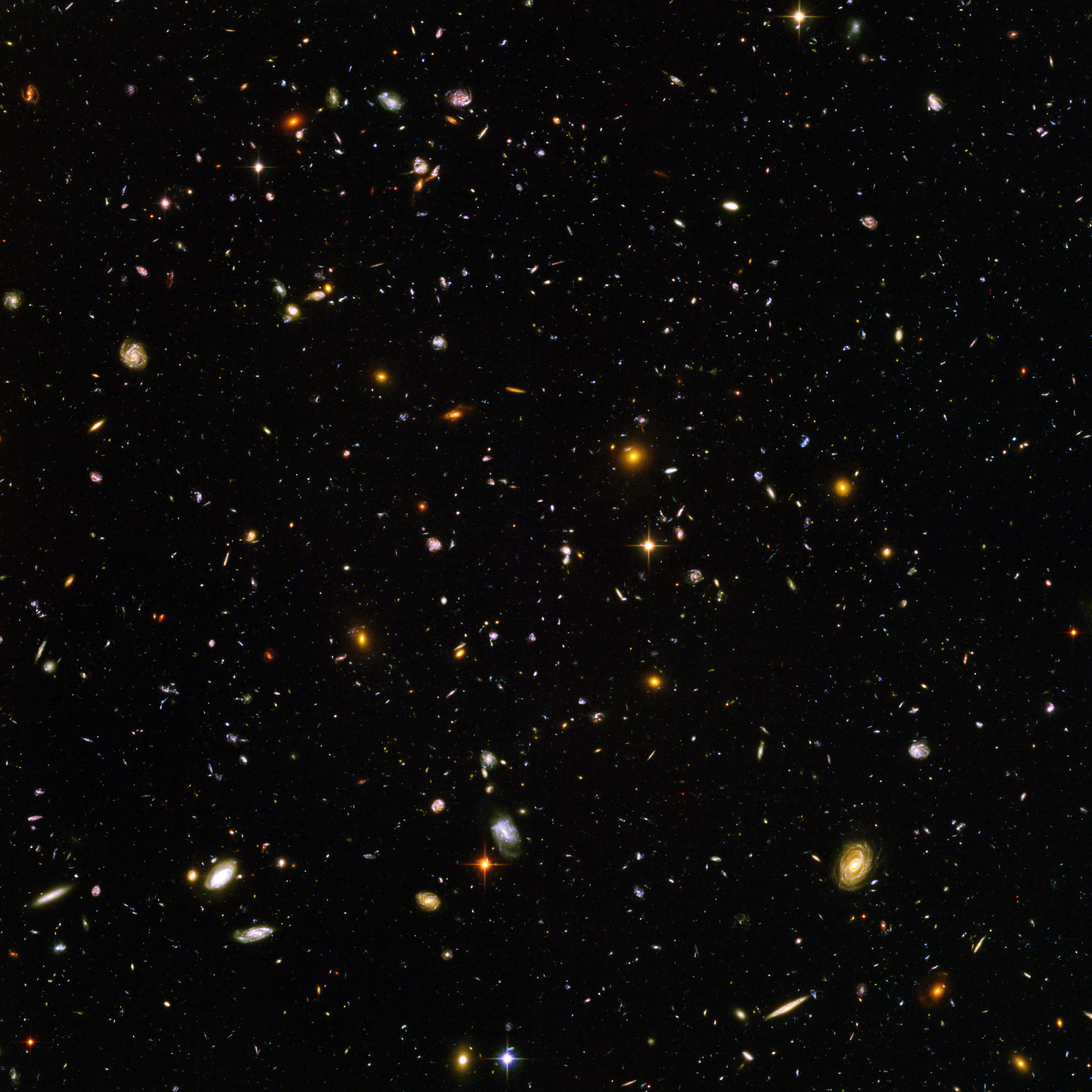
UDF 423 — это спиральная галактика находящиеся в правом нижнем квадранте изображения HUDF

UDF 423 — это идентификатор с изображения HUDF для далекой спиральной галактики. С видимой звёздной величиной 20, UDF 423 является одной из самых ярких галактик из HUDF, а также имеет один из самых больших видимых размеров на HUDF.

## Измерения расстояния
«Расстояние» от далекой галактики зависит от того, как она измеряется. С красным смещением 1, свету от галактики UDF 423, чтобы достичь Земли, по оценкам, нужно около 7,7 миллиардов лет. Тем не менее, поскольку эта галактика удаляется от Земли, текущее сопутствующее расстояние оценивается примерно в 10 миллиардов световых лет. В контексте, космического телескопа Хаббл наблюдал за этой галактикой, когда Вселенной было около 5,9 миллиардов лет.